# Маркус Вилијамс
Маркус Вилијамс (енгл. Marcus Darrell Williams; Лос Анђелес, Калифорнија, 3. децембар 1985) је амерички кошаркаш. Игра на позицији плејмејкера.
Био је рекордер Евролиге по броју постигнутих асистенција на једној утакмици, али је његов тадашњи саиграч из Црвене звезде Стефан Јовић оборио овај рекорд годину дана касније. Део је једне од најуспешнијих генерација у историји Црвене звезде која је успела да освоји триплу круну у сезони 2014/15.

## Играчка каријера

### Млађе категорије
Кошарку је почео да игра веома рано у родном граду и прве контакте са лоптом је остварио већ са 4 године. Са 10 година већ је играо баскет са очевим пријатељима. Са разлику од осталих играча у крају његов стил није био да скаче, већ да користи своју интелигенцију и креира игру. Кошарком је наставио да се бави у средњошколској екипи Оук Хил. Захваљујући одличним играма у средњој школи из Вирџиније запао је за око чувеном тренеру Џиму Калхуну, који га доводи на Универзитет Конектикат.
Тамо је играо колеџ кошарку за екипу Конектикат хаскиса у периоду од 2002. до 2006. године. Већ у првој сезони имао је проблема са оценама због чега је избачен из тима на 14 месеци. Из тог разлога није био део екипе која је на челу са Емека Окафором освојила титулу. Ипак, у наредним сезонама био је незаменљив члан прве петорке и један од најбољих плејмејкера колеџ кошарке.

### НБА
На НБА драфту 2006. изабран је као 22. пик од стране Њу Џерзи нетса. У првој 2006/07 пружио је и најбоље партије у елитном шампионату. На 79 утакмица бележио је 6,8 поена, 3,3 асистенције и 2,1 скок. Те године уврштен је у другу петорку идеалног руки тима НБА лиге и учествовао на Ол-стар руки утакмици. У Нетсима је сарађивао са Џејсоном Кидом и касније је више пута истицао Кидов допринос његовом кошаркашком развоју. У сезони 2007/08 на 53 утакмице имао је учинак од 5,9 поена, 2,6 асистенција и 1,9 скокова. У јулу 2008. Нетси су га трејдовали Голден Стејт вориорсима у чијим редовима остаје до марта 2009. године. Остатак сезоне 2009/10. провео је у Порторику где је играо за екипу Кебрадиљас пајретса. У сезони 2009/10. био је играч Мемфис гризлиса. У најјачој лиги света одиграо је укупно 203 утакмице уз просечан учинак од 5,6 поена и 2,8 асистенција.

### Европа
Сезона 2010/11. одвела га је у руску екипу Јенисеј Краснојарск. Играјући за овај тим остварио је просек од 15,3 поена, 6,8 асистенција, 3,6 скокова на укупно 28 сусрета. Сезону 2011/12. започео је у клубу УНИКС из Казања, али се већ крајем 2011. преселио се у кинеске Ђангсу дрегонсе. Сезону 2012/13. провео је у шпанској Уникахи. У тој сезони је први пут играо Евролигу и на 24 утакмице бележио просечно 10,5 поена, 3,3 асистенције уз проценат шута за три поена од 37,1%, а био је једном и најкориснији играч кола тог такмичења.
У августу 2013. вратио се у Русију и потписао за Локомотиву Кубањ у којој се задржао годину дана и на 24 евролигашке утакмице достигао просек од 7,3 поена, 3,8 асистенција и 2,2 скока по мечу. Знатно боље партије пружио у шампионату Русије, где је остварио учинак од 10,7 поена, 4,5 асистенција уз врло добар проценат шута за три поена од 41,7%.

### Црвена звезда
У августу 2014. године потписао је једногодишњи уговор са Црвеном звездом. На гостовању екипи Галатасараја у Истанбулу 21. новембра 2014. са 17 успешних додавања поставио је нови рекорд Евролиге по броју асистенција остварених на једној утакмици. Такође, његова асистенција ка Луки Митровићу, на утакмици у Комбанк Арени против Валенсије проглашена је за најбољу асистенцију сезоне од стране Евролиге. Предводио је тим Црвене звезде у веома важним победама у Евролиги које су омогућиле пласман у ТОП 16 фазу. Његове асистенције су довеле до тога да и Бобан Марјановић напредује и постане члан идеалне петорке Евролиге. У другом делу сезоне имао је нешто слабије учинке у Евролиги, али је зато помогао тиму да дође до свих трофеја које је Звезда очекивала годинама. Памтиће се његових 17 поена у серији, које је постигао у полуфиналу АБА лиге против Партизана, чиме је омогућио клубу поновни пласман у Евролигу. У овој сезони са тимом Црвене звезде је успео да освоји три трофеја: Куп Радивоја Кораћа, Јадранску лигу као и првенство Србије.
У јулу 2015. објављено је да је Вилијамс био позитиван на марихуану. Амерички кошаркаш је био подвргнут тесту 12. јуна, после прве утакмице финала Суперлиге Србије коју је Црвена звезда играла против Партизана. Антидопинг комисија Међународне кошаркашке федерације (ФИБА) изрекла му је суспензију, по којој због коришћења марихуане мора да паузира до 30. новембра 2015. године. Почетком новембра 2015. Вилијамс се вратио међу црвено-беле потписавши нови уговор, а право наступа је добио након истека суспензије. Ипак међу црвено-белима се задржао врло кратко пошто је већ 28. децембра 2015. клуб раскинуо уговор са њим.

## Успеси

### Клупски
- Црвена звезда:
  - Првенство Србије (1): 2014/15.
  - Јадранска лига (1): 2014/15.
  - Куп Радивоја Кораћа (1): 2015.
- Будућност:
  - Куп Црне Горе (1): 2017.

### Појединачни
- Учесник Ол-стар руки утакмице НБА лиге: 2007.
- Друга постава идеалног руки тима НБА лиге: 2007.
- Најкориснији играч кола Евролиге (1): 2012/13. (1)

## Статистика
Напомена: Евролига није једино такмичење у којем је играч учествовао, играо је и у домаћим такмичењима

### НБА

#### Регуларна сезона
| Сезона   | Екипа    | ОУ  | СУ | МПУ  | ПШ%  | 3П%  | СБ%  | СПУ | АПУ | УПУ | БПУ | ППУ |
| -------- | -------- | --- | -- | ---- | ---- | ---- | ---- | --- | --- | --- | --- | --- |
| 2006-07  | Њу Џерси | 79  | 2  | 16.6 | .395 | .282 | .847 | 2.1 | 3.3 | .4  | .0  | 6.8 |
| 2007-08  | Њу Џерси | 53  | 7  | 16.1 | .379 | .380 | .787 | 1.9 | 2.6 | .5  | .1  | 5.9 |
| 2008-09  | Њу Џерси | 9   | 0  | 6.0  | .235 | .333 | .333 | .4  | 1.4 | .1  | .1  | 1.3 |
| 2008-09  | Мемфис   | 62  | 1  | 14.1 | .384 | .296 | .673 | 1.5 | 2.6 | .5  | .0  | 4.3 |
| Каријера |          | 203 | 10 | 15.2 | .386 | .321 | .767 | 1.8 | 2.8 | .4  | .0  | 5.6 |

#### Плеј-оф
| Сезона   | Екипа    | ОУ | СУ | МПУ | ПШ%  | 3П%  | СБ%  | СПУ | АПУ | УПУ | БПУ | ППУ |
| -------- | -------- | -- | -- | --- | ---- | ---- | ---- | --- | --- | --- | --- | --- |
| 2007     | Њу Џерси | 12 | 0  | 6.5 | .333 | .077 | .800 | .8  | 1.1 | .1  | .0  | 2.4 |
| Каријера |          | 12 | 0  | 6.5 | .333 | .077 | .800 | .8  | 1.1 | .1  | .0  | 2.4 |

### Евролига
| Сезона   | Екипа         | ОУ | СУ | МПУ  | ПШ%  | 3П%  | СБ%  | СПУ | АПУ | УПУ | БПУ | ППУ  | ИПУ  |
| -------- | ------------- | -- | -- | ---- | ---- | ---- | ---- | --- | --- | --- | --- | ---- | ---- |
| 2012–13  | Уникаха       | 24 | 5  | 21.7 | .362 | .371 | .667 | 2.7 | 3.3 | .6  | .0  | 10.5 | 9.4  |
| 2013–14  | Локомотива    | 24 | 10 | 23.0 | .331 | .278 | .756 | 2.2 | 3.8 | .3  | .0  | 7.3  | 6.9  |
| 2014–15  | Црвена звезда | 24 | 23 | 25.8 | .317 | .292 | .755 | 3.2 | 6.1 | .8  | .0  | 9.7  | 10.7 |
| Каријера |               | 72 | 38 | 25.5 | .337 | .318 | .723 | 2.7 | 4.4 | .6  | .0  | 8.9  | 9.0  |